# Vera de Moncayo
Vera de Moncayo és un municipi d'Aragó situat a la província de Saragossa i enquadrat a la comarca de Tarassona i el Moncayo. En aquesta població s'hi troba el Monestir de Veruela.